# Obadiah Moyo
Obadiah Moyo (n. Gutu) es un político y médico zimbabuense, que se desempeñó entre 2018 y 2020 como Ministro de Salud de ese país.
En 2018 fue nombrado Ministro de Salud y Cuidado Infantil de Zimbabue, cargo que ocupó hasta su arresto, el 19 de junio de 2020, cuando fue detenido y acusado de tres cargos de abuso criminal del deber como funcionario público, por su presunta participación en una estafa que involucra decenas de millones de dólares. Después de pasar la noche en las celdas de la policía, pagó una fianza de $ 50 000,00 y actualmente está esperando el inicio de su juicio penal. El 7 de julio de 2020, el presidente de Zimbabue, Emmerson Mnangagwa, destituyó a Moyo del cargo de ministro del gabinete, destituyéndolo por "conducta inapropiada para un ministro de gobierno".

## Biografía
Nació en Gutu. De joven era conocido en los bares locales como DJ The Mighty Biscuit. Se casó con Lucy Memory. Tienen cuatro hijos juntos.
Se desempeñó como Director Ejecutivo de los Servicios Renales de la Asociación del Fondo Renal de Zimbabue y trabajó para llevar más máquinas de diálisis a los hospitales. Moyo participó en la atención de diálisis de Sally Mugabe, la primera esposa de Robert Mugabe, cuando ella luchó contra una enfermedad renal.
En 2005, fue nombrado director ejecutivo del Hospital Central de Chitungwiza, cerca de Harare. Ocupó el cargo hasta 2018.
Miembro de la Unión Nacional Africana de Zimbabue - Frente Patriótico, en 2018 se postuló al Parlamento de Zimbabue por el distrito electoral de Zengeza Este, pero perdió las elecciones ante Goodrich Chimbaira. Anteriormente se había postulado para las elecciones parlamentarias de 2005 como Representante por el distrito de Nkayi, pero no tuvo éxito.
Moyo fue nombrado Ministro de Salud y Cuidado Infantil en septiembre de 2018 en el gobierno de Emmerson Mnangagwa, en reemplazo de David Parirenyatwa. Durante su primer año en el cargo ministerial, el país enfrentó un brote de cólera y varias huelgas de médicos por las condiciones de los hospitales, la escasez de medicamentos y los bajos salarios. En marzo de 2020, Moyo fue designado para liderar el Grupo de Trabajo sobre Coronavirus del país. El mandato de Moyo como Ministro de Salud de Zimbabue se vio empañado por quejas frecuentes y persistentes de que era un impostor académico; que fingió sus calificaciones médicas; y que no es, como dice ser, médico.
En junio de 2020, Moyo fue arrestado por corrupción y abuso de poder. Fue acusado de adjudicar ilegalmente $ 60 millones en contratos, a través del Ministerio de Salud, sin un proceso de licitación competitivo para comprar materiales y equipos de pruebas de COVID-19. Moyo fue destituido de su cargo el 7 de julio de 2020.